# Normalisierungsprinzip
In den 1950er Jahren wurde das Normalisierungsprinzip als zentrale Maxime im Umgang mit erwachsenen Menschen mit einer kognitiven Beeinträchtigung entwickelt. Zunächst war es als Leitlinie für die Gestaltung sozialer Dienste ausgearbeitet. In eine Kurzform gebracht, besagt die Normalisierungsformel, dass das Leben von (erwachsenen) Menschen mit kognitiven Beeinträchtigungen in allen Phasen so normal wie möglich zu gestalten ist.
Entwickelt wurde der Normalisierungsgedanke in den 1950er Jahren von dem Dänen Niels Erik Bank-Mikkelsen. Der Schwede Bengt Nirje arbeitete das Normalisierungsprinzip aus und strebte durch konkrete Zielsetzungen die Umsetzung in die Praxis an. Wolf Wolfensberger entwickelte es in den 60er Jahren in den USA und Kanada weiter. In Deutschland gilt Walter Thimm als der Verfechter des Normalisierungsprinzips.
Nach Nirje sollte das Normalisierungskonzept Auswirkungen auf folgende acht Bereiche haben:
- Normaler Tagesrhythmus
- Trennung von Arbeit-Freizeit-Wohnen
- Normaler Jahresrhythmus
- Normale Erfahrungen im Ablauf des Lebenszyklus
- Normalen Respekt vor dem Individuum und dessen Recht auf Selbstbestimmung
- Normale sexuelle Lebensmuster ihrer Kultur
- Normale ökonomische Lebensmuster und Rechte im Rahmen gesellschaftlicher Gegebenheiten
- Normale Umweltmuster und -standards innerhalb der Gemeinschaft. (vgl. Nirje 1994, 13)

Die Adressaten des Normalisierungsprinzips (drei Systemstufen) sind nach dem amerikanischen Behindertenpädagogen und -psychologen Wolfensberger:
- die einzelne Person mit geistiger Behinderung (= Primär- oder Mikro-System)
- die Institutionen (Meso- oder mittleres System)
- die Gesellschaft (Makro- oder größeres System)

Wolfensberger unterteilt diese Adressatenkreise noch in die Handlungsdimensionen Interaktion und Interpretation. Daraus wird deutlich, dass sich die Normalisierung nicht nur auf die Handlungen bezieht, sondern auch auf die Art und Weise, in der Menschen mit geistiger Behinderung "nach außen" dargestellt werden, wie sie der Umwelt symbolisch repräsentiert werden.
Mit der Handlungsdimension der Interpretation auf den drei Systemstufen macht Wolfensberger auf die immer noch geistig verankerten Vor- und Werturteile in der Gesellschaft aufmerksam. (vgl. Wolfensberger 1986)
"Immerhin wirken Betroffenen-Verbände, Institutionen, Publizistik und Medien (Aktion Mensch) auf Einstellungsveränderungen hin, und Menschen mit Behinderungen müssen heute ihre Heimatregion in der Regel nicht mehr verlassen, um an einem entlegenen Ort wohnen und Förderung, Bildung oder Therapie erhalten zu können." (Klauß 1996, 56)

## Das Normalisierungsprinzip in der Praxis
Das Normalisierungsprinzip beinhaltet auch die Normalisierung der Lebensbedingungen von Menschen mit Schwerstbehinderung. In der Realität ist die Umsetzung bisher erst sehr langsam vorangekommen; z. B. wohnen in gemeindenahen Wohngemeinschaften oft nur „weniger schwer behinderte Menschen“. Gaedt (1992) weist auf die Gefahr der fehlenden Einbeziehung der mit Schwerstbehinderung lebenden Menschen in den Normalisierungsprozess und die Gefahr der Aussonderung dieser Gruppe in „Schwerbehindertenzentren“ hin.
Die grundlegenden Formulierungen des Normalisierungsprinzips finden einerseits Zustimmung, andererseits entstehen Schwierigkeiten bei der Umsetzung der Forderungen. Das kann auch daran liegen, dass es sich hierbei um ein Prinzip und nicht um ein Handlungskonzept handelt. Ein solches Konzept sollte möglichst differenziert nach Lebensaltersstufen, Lebensbereichen und auch nach Behinderungsformen entwickelt werden. „Die im Normalisierungsprinzip stark verankerte Idee der Gleichheit darf bei Verwirklichung von Normalisierungskonzepten keine Uniformierungszwänge nach sich ziehen.“
In Deutschland schlägt sich das Normalisierungsprinzip beispielsweise im Behindertengleichstellungsgesetz nieder, wo ein „Anspruch auf Gleichstellung“ formuliert wird.